# Stegoalpheon kempi
Stegoalpheon kempi är en kräftdjursart som beskrevs av Goverdhan Lal Chopra 1923. Stegoalpheon kempi ingår i släktet Stegoalpheon och familjen Bopyridae. Inga underarter finns listade i Catalogue of Life.